# Catathyridium grandirivi
Catathyridium grandirivi är en fiskart som först beskrevs av Paul Chabanaud 1928.  Catathyridium grandirivi ingår i släktet Catathyridium och familjen Achiridae. Inga underarter finns listade i Catalogue of Life.